# Neoton Família
A Neoton Família magyar vegyes könnyűzenei együttes. Angol nevük: Newton Family, ez utóbbi néven jelent meg több lemezük Japánban, Nyugat-Németországban, Argentínában és Spanyolországban. A hetvenes-nyolcvanas évek egyik legnépszerűbb magyar együttese, harminc körüli magyar nyelvű és tucatnyi angol nyelvű  albumuk jelent meg. Legnépszerűbb dalaik alapján íródott a Szép nyári nap című musical.

## Története
1965-ben két közgázos fiatal, Pásztor László és Galácz Lajos az akkori divatnak megfelelően egy Mikulás-napi egyetemi versenyre beatzenekart alapított, a Neotont. Balázs Fecó billentyűssel kiegészülve 1968-ban második helyet szereztek a Ki mit tud? vetélkedő döntőjében a Nekem eddig Bach volt mindenem című dallal. Ugyanebben az évben még megjelent a Kell, hogy várj, a Neoton első nagy sikere.
1971-ben jelent meg az első nagylemez Bolond város címmel. Ezen az LP-n Pásztor, Galácz és Balázs Fecó mellett játszott Som Lajos basszusgitáron és Debreczeni Ferenc, az Omega későbbi dobosa. A lemez nem aratott átütő sikert, bár egy ORI zenekar-csere kapcsán kijutottak Fekete-Afrikába is, Nigériában és Ghánában koncerteztek. Rádiófelvételt készítettek a nigériai rádióban (a Kell, hogy várjt rögzítették angol nyelven You Must Wait címmel), és fogadta őket a ghánai uralkodó is. Afrikából hazatérve azonban a zenekar több tagja kivált, és a Neoton sorsa bizonytalanná lett.

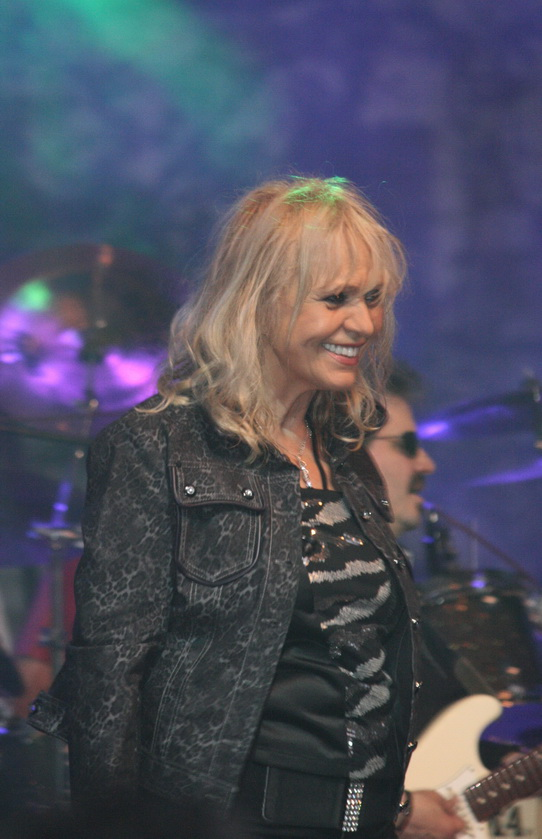
Csepregi Éva

1972-ben Jakab György és Tiboldy János csatlakozott Pásztorhoz, Galáczhoz és a Debrecenit még korábban felváltó Ambrus Zoltánhoz. Többféle követhető stílus is felmerült a fiúk fejében, amit végül az 1972-es Ki mit tud?-on feltűnő lányvokál, a Kócbabák csatlakozása döntött el véglegesen. Számtalan rádiófelvétel készítése és Tiboldy kiválása után Neoton és a Kócbabák néven megjelent a Menedékház című album. Ebben az időben figyelt fel a zenekarra dr. Erdős Péter, a Magyar Hanglemezgyártó Vállalat igazgatója. Az ő vezényletével alakult meg a népszerű diszkózene műfajában befutott Neoton Família 1977-ben. Szintén '77-ben jelent meg a Csak a zene című album, amihez kapcsolódva a zenekar turnéra indult itthon és a szocialista országokban. A turné a nagylemez nyitódaláról a Köszönjük Mr. Edison címet kapta, ami a fonográf felfedezésének 100. évfordulóját köszöntötte. A turné közben jelentette be az alapító Galácz Lajos, hogy kiválik a zenekarból, és a zene helyett a családjának szenteli inkább az életét. Hosszas keresgélés után vette át az ő helyét Baracs János, aki mindvégig a Neoton basszusgitárosa maradt.
1979 fordulópont volt a Neoton Família történetében. A cannes-i MIDEM fesztiválon ők kísérték a magyar popzenét képviselő szólistákat, és ezáltal ők is eljátszhattak pár saját dalt. Ekkor figyelt fel rájuk a külföldi szakma. Az év végén megjelent a Napraforgó című lemezük, ami itthon hirtelen a slágerlisták élére juttatta az együttest. A Santa Maria, a Szédült napraforgó vagy a Hegyirabló ismert slágerek lettek. Ambrus Zoltán és Fábián Éva kiválása után 1980 elején elkészült a lemez angol nyelvű változata, a két új tag, Végvári Ádám és Bardóczi Gyula kiegészülésével (Kati és a Kerek Perec), ami megjelent Spanyolországban, Japánban, az NSZK-ban, Dániában, később Mexikóban, Brazíliában és Dél-Koreában is. Az erről kimásolt kislemezek sikert hoztak Spanyolországban és Japánban is.
1979 decemberében jelent meg a külföldi rendelésre készített Disco Party című album Kovács Katival, amelyen angol nyelvű diszkósikereket dolgoztak fel. A lemez rövid időn belül aranylemez példányszámban fogyott el, s a későbbiekben Kovács Katival több hasonló lemezt is készítettek (1982, 1983, 1989). Ezeken az albumokon közreműködött még Szánti Judit és Szűcs Judith is.
Az 1980-as magyar űrrepülés tiszteletére a Locomotiv GT-vel közös daluk jelent meg Asztronauta együttes néven kislemezen, Magyar a világűrben címmel.
A következő pár évet a Família folyamatosan a stúdióban és koncerttermekben töltötte, a Don Quijote a slágerlistákon szerepelt Magyarországon és külföldön is, 1981 végén 42 állomásos turnét adtak Japánban.
1983 januárjában Pál Éva elhagyta a zenekart, a Kócbabákból Csepregi Éva maradt az egyedüli „kócbaba”. 
1983-tól Lukács Erzsébet és Stefanidu Janula lettek a Neoton Família  vokáljának új tagjai. Utóbbit, gyermekének születése miatt 1984-től Juhász Mari váltotta. Juhász Mari helyére Schäffer Edina 1989-ben került az együttesbe.
A sikereknek nem lett végük, 1983 októberében Ádám és Éva a Neoton Famíliából elnyerte a Yamaha Music fesztivál nagydíját a Holnap hajnalig című dallal. Itthon évről évre megjelent a Neoton Família stúdióalbum, ami minden évben hozta a slágereket. A Hétvégi motorozás, a Nyár van, az I Love You, a Bye-bye kedvesem vagy a Medvetánc mind a mai napig népszerűek.

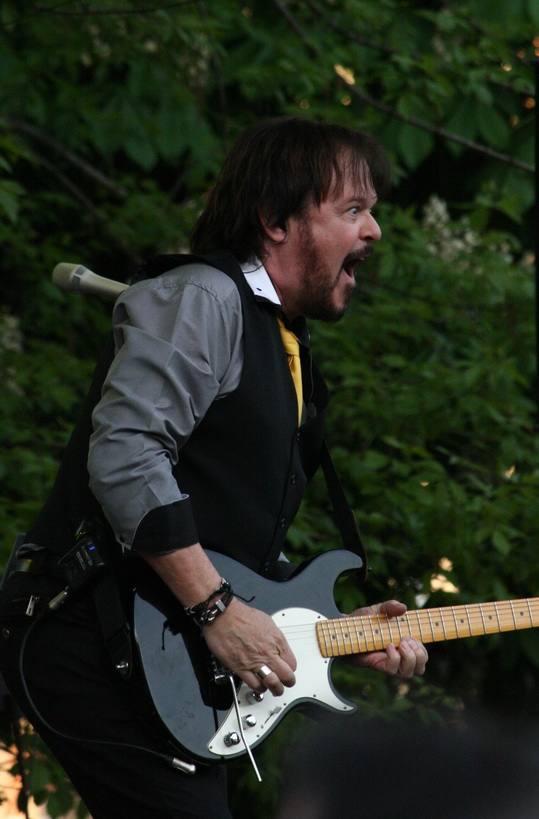
Végvári Ádám

1985-től Csepregi Éva együtt dolgozott a skót származású Bob Heatlie-vel, aki elsősorban szólókarrierjét egyengette. Heatlie olyan dalok szerzője, mint a Párizsi lány, a vihart kavart OK Gorbacsov vagy az Így vagy úgy.
Egyre több zeneszerző-team dolgozott a Neotonon belül, és ez nemcsak sikeres dalokat, hanem feszültséget is szült. Mindez a rendszerváltással egyidejű 1990-es szétváláshoz vezetett. 1992-ig Csepregi Éva Végvári Ádámmal és Baracs Jánossal, Pásztor László pedig Jakab Györggyel és Bardóczi Gyulával folytatta a zenélést (Szulák Andreát választva szólistának). 1992-ben Csepregi Évának megszületett Bob Heatlie-vel közös fia Dávid (aki 2007-ben lépett a tagok közé), ezzel Éva egy időre főállású anyaszerepre cserélte a mikrofont.
1995 végén Jakab Györgynél az orvosok betegséget diagnosztizáltak. Pár hónappal később, 1996. február 15-én elhunyt. Néhány nappal később elhunyt az egykori vokalista Juhász Mária is. A haláleset viszont ismét összehozta a régi tagokat. Az utolsó nagy Família koncertet Jakab György emlékére 1998-ban, György-napon rendezték meg a Budapest Sportcsarnokban.
Hét évvel később, 2005-ben, még egyszer színpadra lépett a zenekar, maratoni három órás koncertet adva hatalmas színpadképpel, fényjátékkal, rengeteg vendégzenésszel. Azóta Csepregi Éva, Végvári és Baracs Neoton Família Sztárjai néven szoktak együtt fellépni. 2007 novemberében került a tagok közé Éva fia, Heatlie Dávid. E formáció tagja még Lukács László gitáros, aki anno Végvári Ádámot váltotta a Universalban, valamint felesége, Lukács (született Bodza) Andrea, aki billentyűs hangszereken játszik, valamint vokálozik.
2017-ben Pál Éva  Neoneoton néven szeretett volna új együttest alapítani Bardóczi Gyulával és ifj. Jakab Györggyel, az ötletből azonban nem lett semmi.
2021 végén a Neoton Família Sztárjai lemezt adtak ki, Újratervezés címmel. 2005 óta ez lett az első új dalokat tartalmazó anyag, és az első Neoton név alatt teljes stúdiólemez 1993 óta. Az anyagon Csepregi Éva, Baracs János és Végvári Ádám mellett, Heatlie Dávid, Lukács László és Lukács Andrea játszanak.

## Zenéjük

### Szimbólumok
Dalaikban többször felbukkannak virágok mint emberi tulajdonságok szimbólumai (Szédült napraforgó, Vadvirág, Margaréta), és gyakran visszatérő tematika a hajózás is (Santa Maria, Pago Pago, Nem szállunk ki a hajóból, Visz a hajó, fúj a szél).

## Tagjai

### Nosztalgiakoncertek
Budai Parkszínpad, 1996
- Csepregi Éva – ének
- Végvári Ádám – gitár, ének
- Schmidt Zoltán – zongora
- Vígh Roland – billentyűs hangszerek
- Herr Attila – basszusgitár
- Bartha Krisztián – dobok

Neoton Família, BS 1998 és Puskás Ferenc-stadion 2005:
- Csepregi Éva – ének
- Pásztor László – gitár,billentyűs hangszerek,ének
- Végvári Ádám – gitár, ének
- Baracs János – basszusgitár, ének
- Bardóczi Gyula – dob, ütőhangszerek

Az elhunyt Jakab György helyett fia, ifj. Jakab György játszott billentyűs hangszereken (néhány dalban énekelt is).
1998-ban néhány dalban vendégszerepelt Fábián Éva (ének), Pál Éva (ének), illetve Lukács Erzsébet (vokál).
Az 1998-as koncert közreműködői:
Bardóczi Gábor – dob
Csányi István – szaxofon
Csont István – billentyűs hangszerek
Tóth Edina, Kozma Orsi – vokál
ős-Neoton, 1998: Balázs Fecó koncertjén a Budapest Sportcsarnokban néhány dal erejéig vendégszerepelt Pásztor László, Som Lajos és Debreczeni Ferenc. Galácz Lajos nem állt színpadra, csak nézőként volt jelen.
A 2005-ös koncert közreműködői:
Bardóczi Gábor – dob
Dayka Krisztián – gitár
Gátos Bálint – basszusgitár
Fúvósok:  Puskás Csaba és Ducsai Szabolcs- trombita, Bársony Bálint és Csányi István – szaxofon, Skerlecz Gábor- harsona.
Cselik Gábor- billentyűs hangszerek
Mohamed Fatima, Jónás Andrea, Bebe, Chico, Báró, Pásztor Patrícia, Csontos (Pásztor) Noémi Virág – vokál

## Diszkográfia
Angol nyelvű albumok
- Neoton Disco (feldolgozások, 1978)
- Sunflower (a Napraforgó angol változata, 1980)
- Marathon (a Marathon angol verziója, 1981)
- Dandelion (az A familia angol verziója, 1981)
- Greatest Hits (japán válogatás, 1981)
- Jumping Tour (japán koncert, 1982)
- Gamble (a Szerencsejáték angol verziója, 1982)
- Jumpy Dance (a Neoton Família VII. angolul, 1983)
- Adam and Eve (a Karnevál angol nyelvű változata, 1984)
- Newton Monotony (a Magánügyek angol nyelvű változata, 1985)
- I Love You (a Minek ez a cirkusz angol verziója, 1986)
- Love Is Magic (koreai válogatás, 1986)
- The Best of Newton Family (válogatás, 1989)

### Neoton
- A trónörökös (1990)

### Éva-Neoton
- Édentől keletre (1990)
- Kalapot fel! (1990)
- A kocka el van vetve (1991)
- A sárkánykirály birodalma (1991)
- ABBA-slágerek magyarul (1992)
- Minden megoldás érdekel (1992)
- Boney M. magyarul (1993 – Csepregi Éva nélkül, Rajcs Renáta énekével)

### Neoton Família Sztárjai
- Újratervezés (2021)

### Kísérőzenekarként[2]
- 1977: Sztevanovity Zorán – Zorán[3] LP
- 1978: Máté Péter – Magány és együttlét[4] LP
- 1979: Hacki Tamás – Füttykoncert[5] LP
- 1979: Delhusa Gjon – I. LP
- 1980: Kovács Kati – Menetjegy/Ne aludj el SP
- 1980: Szűcs Judit – Meleg az éjszaka[6] LP

### Kiadatlan rádiófelvételek
- 1972: Álom
- 1975: Béka-rock
- 1975: Lehet-e nélküled élni
- 1975: Élni kell
- 1975: Évszakok
- 1975: Kérlek, gyere velem
- 1975: Párbeszéd
- 1975: Túl okos vagy
- 1976: Miért nem beszélsz
- 1976: Áramszünet
- 1979: Hárman a harmadikból
- 1987: Szentiván éjjelén

### Tévéshow-k
- 1979.11.03.: Napraforgó[7]
- 1982.11.27.: A família[8]
- 1984.09.01.: Show a kedvetekért[8]

## Díjak
- eMeRTon-díj (1987)
- Story Érték-díj – legenda kategóriában (2018)